# Room Alone 401-410
Room Alone 401-410 (tiếng Thái: Room Alone 401-410 – รูมอะโลน; RTGS: Room Alone 401-410 – Rum A-lon) là một bộ phim truyền hình Thái Lan phát sóng năm 2014. Bộ phim được đạo diễn bởi Nuttapong Mongkolsawas và sản xuất bởi GMMTV.
Bộ phim được phát sóng vào lúc 13:00 (ICT), thứ Bảy trên One HD và lúc 20:00 (ICT), Chủ nhật trên Bang Channel, bắt đầu từ ngày 25 tháng 10 năm 2014. Bộ phim kết thúc vào ngày 27 tháng 12 năm 2014.
Phần tiếp theo mang tên Room Alone 2 được phát sóng vào ngày 4 tháng 10 năm 2015.

## Diễn viên

### Diễn viên chính
- Anchasa Mongkhonsamai (Bifern) vai Jaegun
- Achirawich Saliwattana (Gun) vai Earng
- Maripha Siripool (Wawa) vai Baitoey
- Phakjira Kanrattanasood (Nanan) vai Min
- Natthawat Chainarongsophon (Gun) vai Camp
- Suwittayawat Pariyawit (Kikey) vai Men
- Jirakit Kuariyakul (Toptap) vai Tul
- Chatchawit Techarukpong (Victor) vai Terk
- Jirakit Thawornwong (Mek) vai View
- Worranit Thawornwong (Mook) vai Snow
- Jumpol Adulkittiporn (Off) vai Puen

### Diễn viên phụ
- Puwadon Vejvongsa (James) vai Kin
- Sattaphong Phiangphor (Tao) vai Tent
- Korawit Boonsri (Gun) vai Ter, bạn trai của Gang
- Phurikulkrit Chusakdiskulwibul (Amp) vai Gang
- Nisachon Siothaisong (Nest) vai Zean
- Thitipoom Techaapaikhun (New) vai Ray
- Tawan Vihokratana (Tay) vai Warm
- Phanuphong Wongthom vai Cable
- Thassapak Hsu (Bie) vai Tawan
- Weluree Ditsayabut vai Cake, bạn gái của Tent
- Napasasi Surawan (Mind) vai Net - Nin
- Patcha Poonpiriya (June) vai Air

### Khách mời
- Watchara Sukchum (Jennie) vai Neon
- Tachakorn Boonlupyanun (Godji) vai phóng viên (tập 9)